# Boussac, Lot

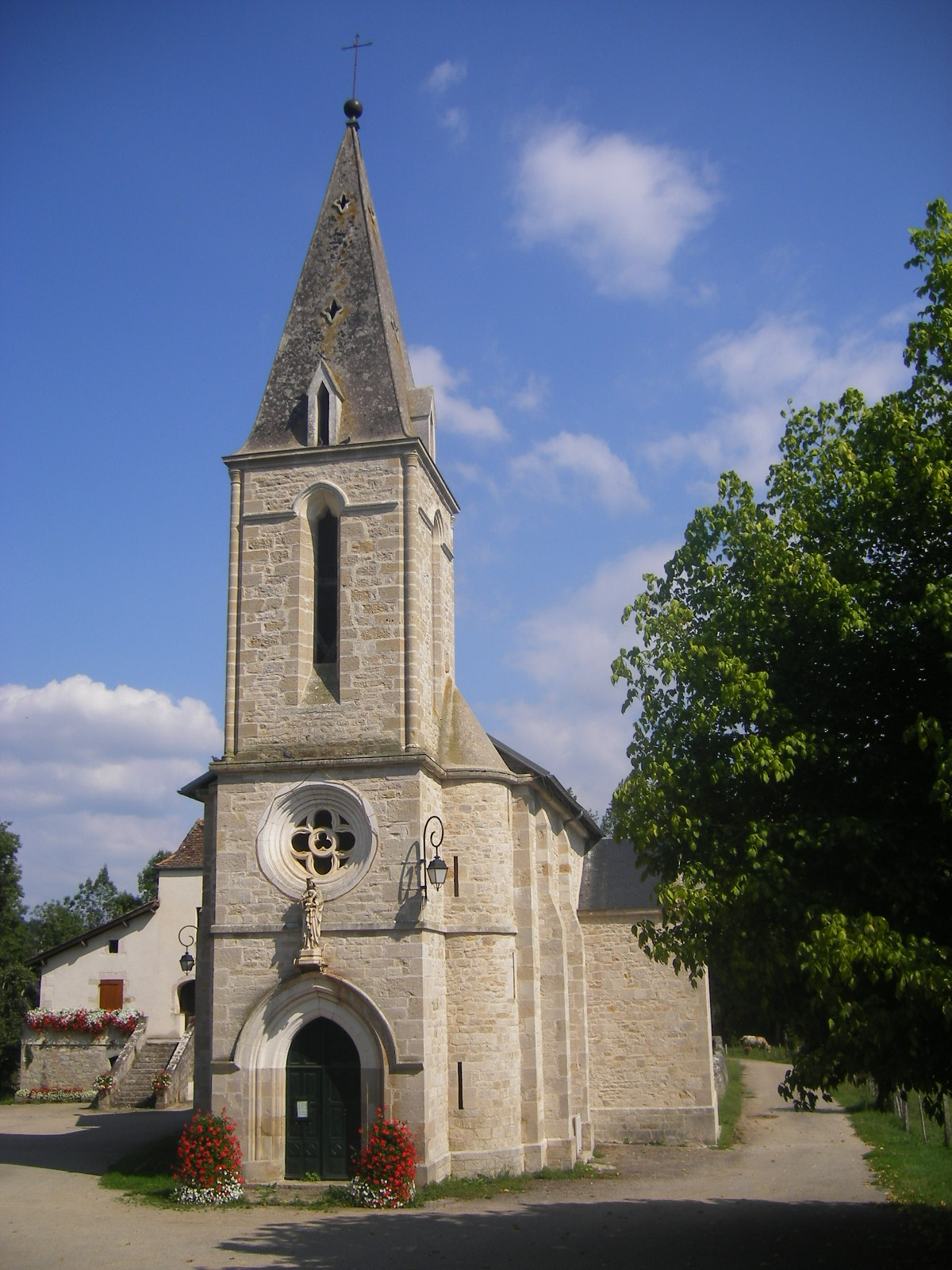
Nhà thờ ở Boussac

Boussac là một xã thuộc tỉnh Lot trong vùng Occitanie phía tây nam nước Pháp. Xã này nằm ở khu vực có độ cao trung bình 214 mét trên mực nước biển.
Thị trấn có diện tích 7,77 km2, dân số theo điều tra năm 1999 của INSEE là 178 người.